# Zamarada latimargo
Zamarada latimargo är en fjärilsart som beskrevs av W. Warren 1897. Zamarada latimargo ingår i släktet Zamarada och familjen mätare. Inga underarter finns listade i Catalogue of Life.